# مارتيناس أندريوكايتيس
مارتيناس أندريوكايتيس (بالليتوانية: Martynas Andriukaitis)‏ مواليد 28 مارس 1981 في كاوناس، الجمهورية الليتوانية السوفيتية الاشتراكية، الاتحاد السوفيتي - الوفاة 4 سبتمبر 2014، كان لاعب كرة سلة ليتواني. بدأ مسيرته الاحترافية في سنة 2001. بلغ طوله 6 قدم 8 بوصة (2.0 م). اعتزل اللعب في 2013.

## المسيرة الاحترافية
لعب مع زالغيريس لكرة السلة في موسم 2001–2002، ثم لعب مع شياولياي في موسم 2003–2004، ثم لعب مع إيه إس كي ريغا في موسم 2006–2007، ثم لعب مع نادي دنيبرو لكرة السلة في موسم 2009–2010.

## إحصائيات المسيرة

### الدوري الأوروبي
| السنة   | الفريق              | لعب | بدأ | دقيقة | ميداني% | ثلاثية | حرة  | ارتداد | صنع | استلاب | تصدي | نقطة | أداء |
| ------- | ------------------- | --- | --- | ----- | ------- | ------ | ---- | ------ | --- | ------ | ---- | ---- | ---- |
| 2000–01 | زالغيريس لكرة السلة | 4   | 1   | 19.0  | .625    | .000   | .917 | 4.0    | .3  | .3     | .5   | 10.3 | 12.0 |

## روابط خارجية
- مارتيناس أندريوكايتيس على موقع كرة السلة الأوروبية.كوم (الإنجليزية)
- مارتيناس أندريوكايتيس على موقع ريلجم (الإنجليزية)
- مارتيناس أندريوكايتيس على موقع بروبوليرز (الإنجليزية)
- مارتيناس أندريوكايتيس على موقع سبورتس رفرنس (الإنجليزية)